# Tomasz Wałdoch
Tomasz Wojciech Wałdoch (pronunție în poloneză [ˈtɔmaʂ ˈvawdɔx]) (n. 10 mai 1971, Gdańsk, Polonia) este un fost fotbalist polonez.
El a jucat la naționala Poloniei timp de 10 ani, fiind deseori căpitanul acesteia, inclusiv la Campionatul Mondial din 2002. Cea mai mare parte din carieră și-a petrecut-o în Germania, la VfL Bochum și Schalke 04.

## Cariera
Waldoch a jucat pentru Górnik Zabrze, VfL Bochum, Schalke 04 și Jagiellonia Białystok.
El a jucat 74 de meciuri pentru echipa națională a Poloniei. Wałdoch a participat la  Jocurile Olimpice de Vară din 1992, în care Polonia a câștigat medalia de argint, și a fost căpitanul echipei Poloniei la Campionatul Mondial din 2002.

## Cariera de antrenor
Pe 1 iulie 2006, a fost numit noul antrenor secund al FC Schalke 04, echipa U-17. Din 15 aprilie 2008 până la 30 iunie 2008, el a fost antrenor secund la Schalke 04 II. Pe 11 noiembrie 2009, s-a anunțat că el va deveni temporar antrenor secund al echipei naționale de fotbal a Poloniei, fiind cooptat în stafful lui Franciszek Smuda. El a fost înlocuit de fostul său coechipier Jacek Zielinski. Pe 20 aprilie 2010, el a fost numit noul Director Sportiv al primului club profesionist la care a jucat, Górnik Zabrze, până în noiembrie 2010. El a fost din nou numit antrenor la Schalke 04, echipa U17 din iulie 2011 până în iunie 2012. Din iulie 2012 până în iunie 2014, el a fost antrenorul echipei de tineret a Schalke 04. În prezent, el este din nou antrenor secund la Schalke 04 II, sub comanda lui Jürgen Luginger.

## Viața personală
Wałdoch este căsătorit și are patru copii, doi fii și două fiice. Fiul lui Kamil (născut la 4 iulie 1992) joacă în prezent pentru clubul FC Kray din al patrulea eșalon german, în Essen.

## Titluri

### Club
VfL Bochum
2. Bundesliga
- Câștigător: 1995/96

Schalke 04
Bundesliga
- Locul secund: 2001

DFB-Pokal
- Câștigător: 2001, 2002

DFB-Ligapokal
- Finalist: 2001, 2002

Cupa UEFA Intertoto
- Câștigător: 2003, 2004

## Legături externe
- Tomasz Wałdoch la 90minut.pl pl